# إنفانتي أنتوني، دوق جالييرا
إنفانتي أنتوني، دوق جالييرا (بالإسبانية: Antonio de Orleans y Borbón) (و. 1866 – 1930 م) هو أرستقراطي إسباني، ولد في إشبيلية، توفي في باريس، عن عمر يناهز 64 عاماً.

## جوائز
حصل على جوائز منها:
- وسام فارس رهبانية الصوفة الذهبية
- Knight of the Order of Montesa ‏.